# Afrikansk gapnäbbsstork
Afrikansk gapnäbbsstork (Anastomus lamelligerus) är en fågel i familjen storkar inom ordningen storkfåglar.

## Utseende
Afrikansk gapnäbbsstork är en 80–94 centimeter lång stork med en vikt på 1-1,3 kg. Den adulta fågeln är allmänt mörk, på manteln och bröstet glansigt grön, brun och lila. Näbben är brunaktig och anmärkningsvärt stor. Benen är svarta och ögat är grått. Ungfågeln är mer dovt brun med bleka fjäderspetsar.

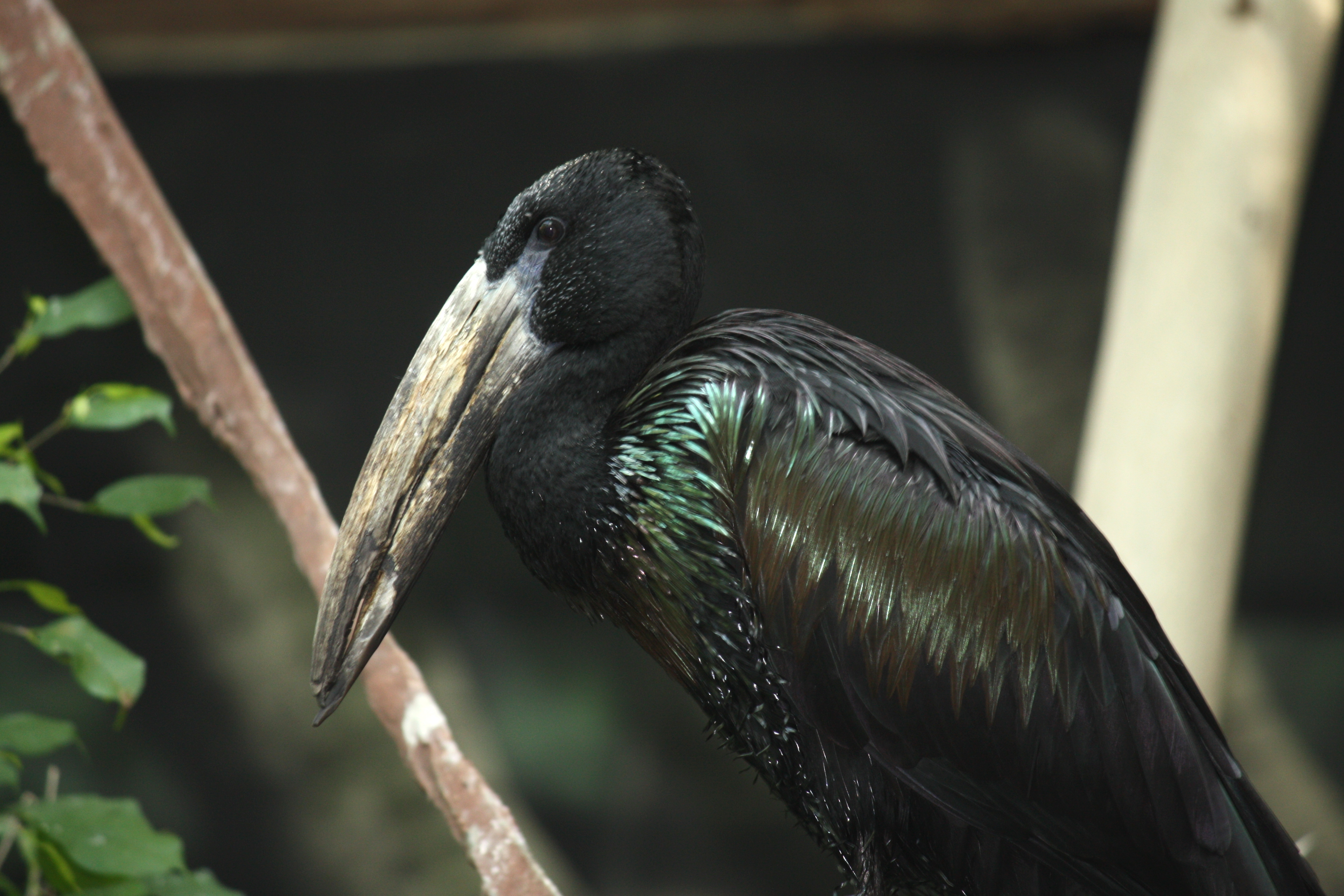
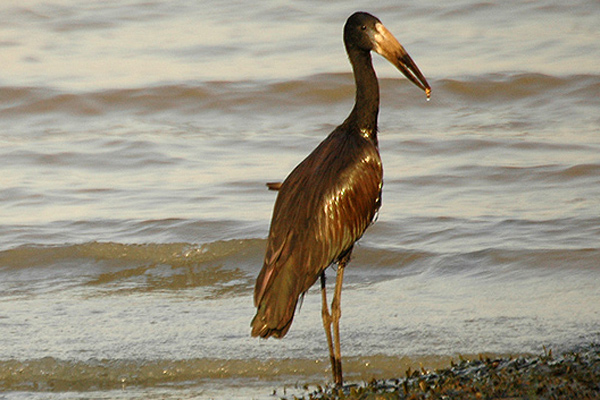
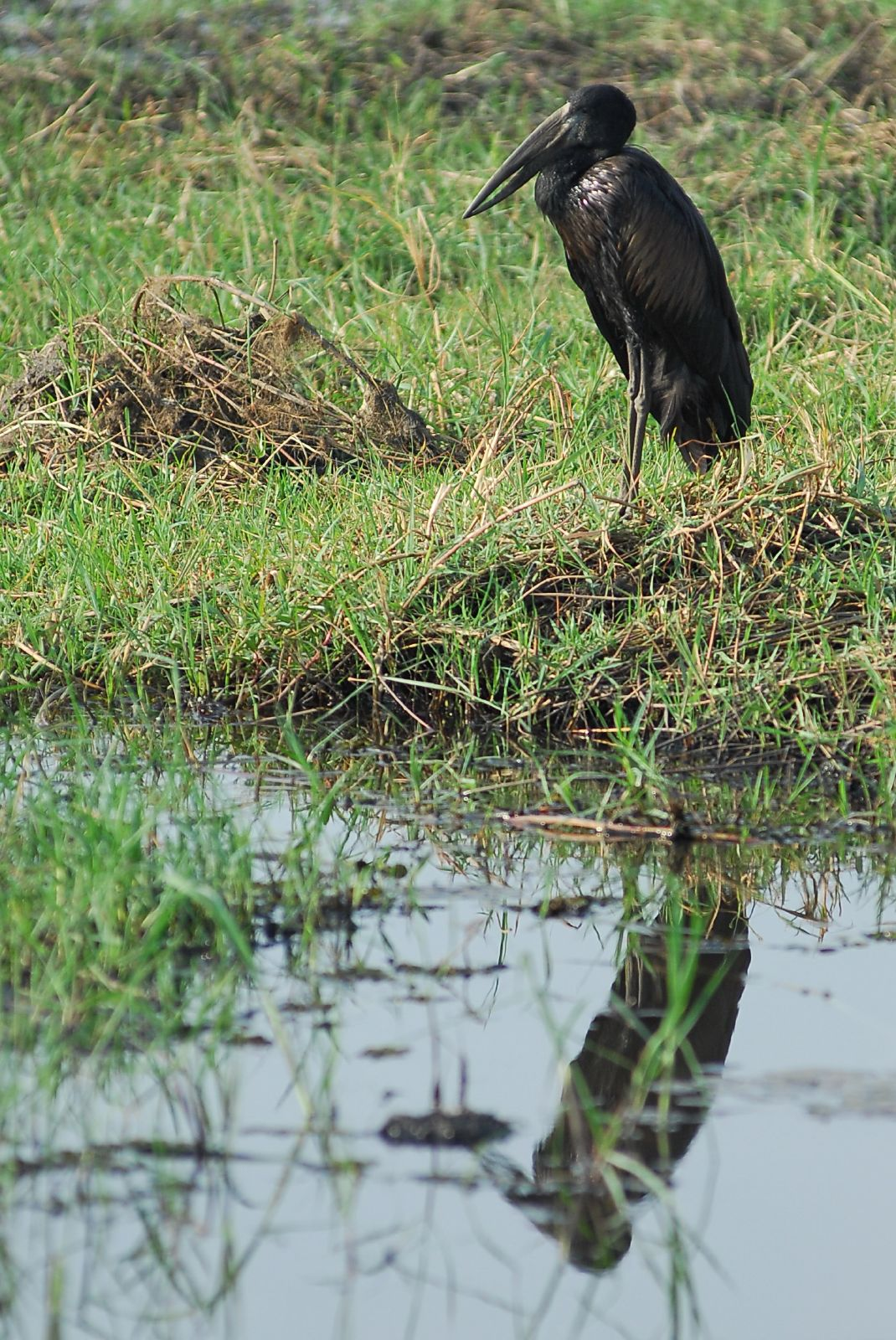
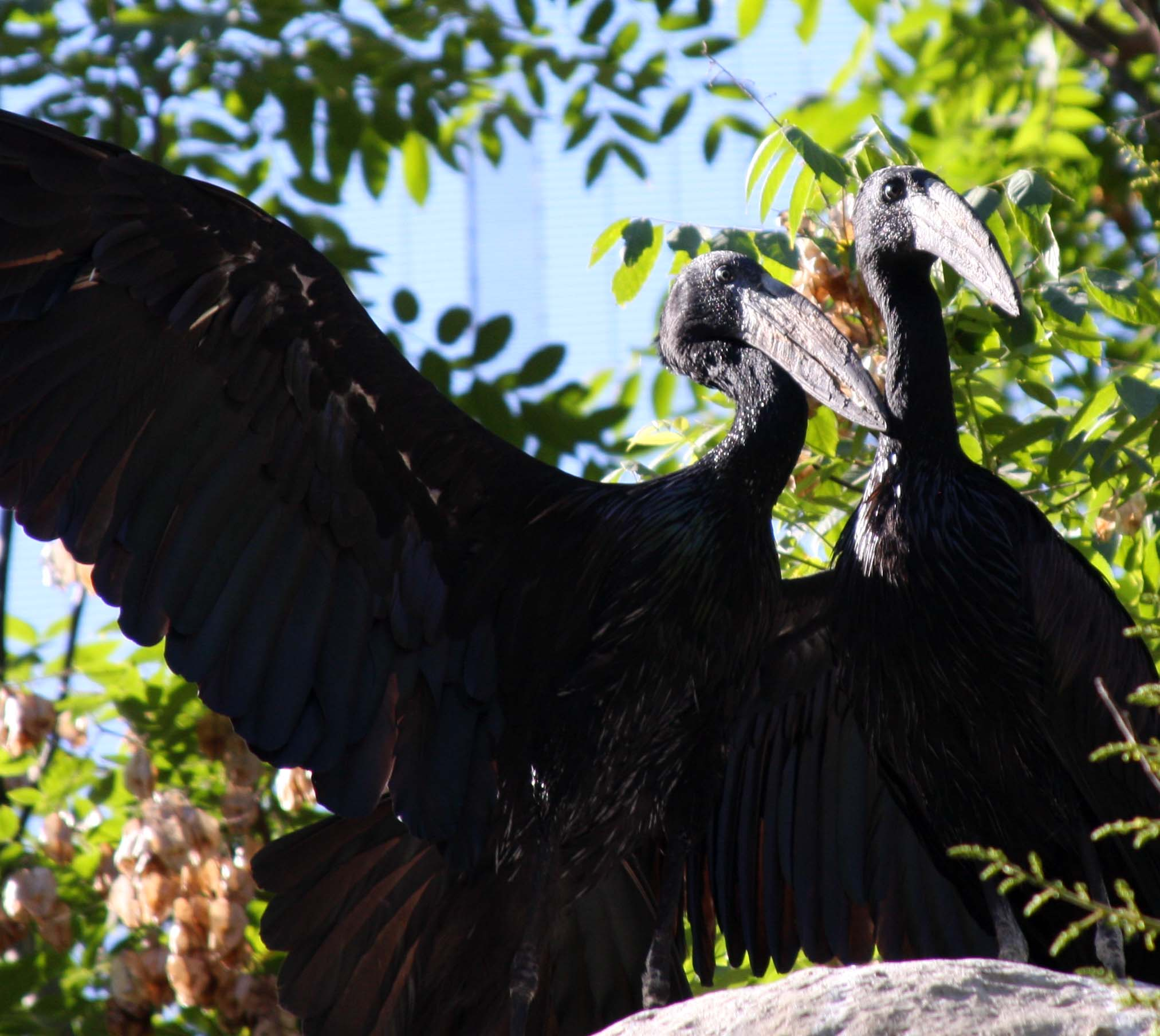

## Utbredning och systematik
Afrikansk gapnäbbsstork delas in i två underarter med följande utbredning:
- Anastomus lamelligerus lamelligerus – förekommer i  Afrika södra om Sahara
- Anastomus lamelligerus madagascariensis – förekommer på Madagaskar

Den har även vid två tillfällen påträffats i Egypten. Arten är huvudsakligen en stannfågel, men kan göra nomadiska vandringar, framför allt i arida områden när torrsäsongen inleds.

## Levnadssätt
Fågeln förekommer i grunda våtmarker och kan hittas varhelst dess huvudföda mollusker finns tillgänglig, som översvämmade fält, träskmarker, dammar, grunda floddelar, risfält, laguner, sjökanter och tidvattensslätter. Arten lever nästan uteslutande av vattenlevande sniglar och sötvattensmusslor, men kan också inta landlevande sniglar, grodor, krabbor, fiskar, daggmask och större insekt. Den födosöker ensam eller i små grupper..

### Häckning
Afrikansk gapnäbbsstork häckar under regnsäsongen då tillgången på sniglar är större. Den häckar i kolonier i träd i halvmeterstora bon av kvistar och vass. Fågeln lägger tre till fyra ovala kritvita ägg. Båda könen ruvar äggen i 25–30 dagar och ungarna lämnar boet 50–55 dagar efter kläckning.

## Status och hot
Arten har ett stort utbredningsområde och en stor population, men tros minska i antal, dock inte tillräckligt kraftigt för att den ska betraktas som hotad. IUCN kategoriserar därför arten som livskraftig (LC).